# Illinois State Capitol
Illinois State Capitol se nachází v Springfieldu, v okrese Sangamon County, ve státě Illinois ve Spojených státech amerických. V této budově sídlí Kongres státu Illinois.
Budova byla postavena v letech 1868–1888. Podobně jako většina budov zákonodárných sněmů, i Illinois State Capitol má kupoli. Budova je 116 m dlouhá, 81,7 m široká, průměr kupole je 28, 2 m a její vrchol se nachází 110 m nad úrovní ulice. Výstavba budovy stála 4,5 milionu dolarů.
Kongres státu Illionis se skládá ze dvou komor:
- Sněmovna reprezentantů Illinois (118 členů)
- Senát Illinois (59 členů)